# San Esteban (Ilocos Sur)
San Esteban es un municipio de quinta categoría situado en la provincia de Ilocos Sur en Filipinas. Según el censo de 2000, cuenta con 7.174 habitantes en 1.482 hogares.

## Barangays
San Esteban tiene 10 barangays.
- Ansad
- Apatot
- Batería
- Cabaroan
- Cappa-Cappa
- Población
- San Nicolas
- San Pablo
- San Rafael
- Villa Quirino